# نصف‌النهار ۹۵ درجه غربی
نصف‌النهار ۹۵ درجه غربی ۹۵مین نصف‌النهار غربی از گرینویچ است که از لحاظ زمانی ۶ساعت و ۲۰دقیقه با گرینویچ اختلاف زمانی دارد.
این نصف‌النهار از قطب شمال شروع و از مناطق زیر گذشته و به قطب جنوب ختم می‌شود.
- کانادا
- ایالات متحده آمریکا
- اقیانوس آرام